# ربيعة بن وائل
 ربيعة بن وائل  كان مقتوى ينتمي لقبيلة كندة. أخمد تمرداً في حضرموت لصالح المملكة الحِميَّرية في الفترة مابين 275 ـ 300 بعد الميلاد خلف ثمانمئة قتيل 